# Gallatin Range
Gallatin Range je vrásnozlomové pohoří v Gallatin County a Park County, na jihu Montany a severozápadě Wyomingu. Pohoří leží mezi řekami Gallatin a Yelowstone, na severozápadě Yellowstonského národního parku. Nejvyšší horou je Electric Peak.
Gallatin Range je součástí severních amerických Skalnatých hor.
Pohoří je obklopené ze západu pohořím Madison Range, ze severu Big Belt Mountains, z východu Beartooth Mountains, respektive Absaroka Range a z jihu Teton Range. Je součástí národního lesa Gallatin National Forest.